# Rejon krasnoczetajski
Rejon krasnoczetajski (ros. Красночета́йский райо́н, czuw. Хĕрлĕ Чутай районӗ) – rejon w należącej do Rosji autonomicznej republice Czuwaszji.
Rejon leży w zachodniej części kraju, jego ośrodkiem administracyjnym jest wieś Krasnyje Czetai. Według danych na rok 2010 rejon zamieszkiwały 16 941 osoby, a gęstość zaludnienia wyniosła 24 os./km2.

## Geografia
Rejon krasnoczetajski graniczy z obwodem niżnonowogrodzkim na zachodzie, rejonem jadrińskim na północy, alikowskim na wschodzie oraz z szumierlińskim na południu.
Powierzchnia rejonu wynosi 691,6 km2.

## Galeria

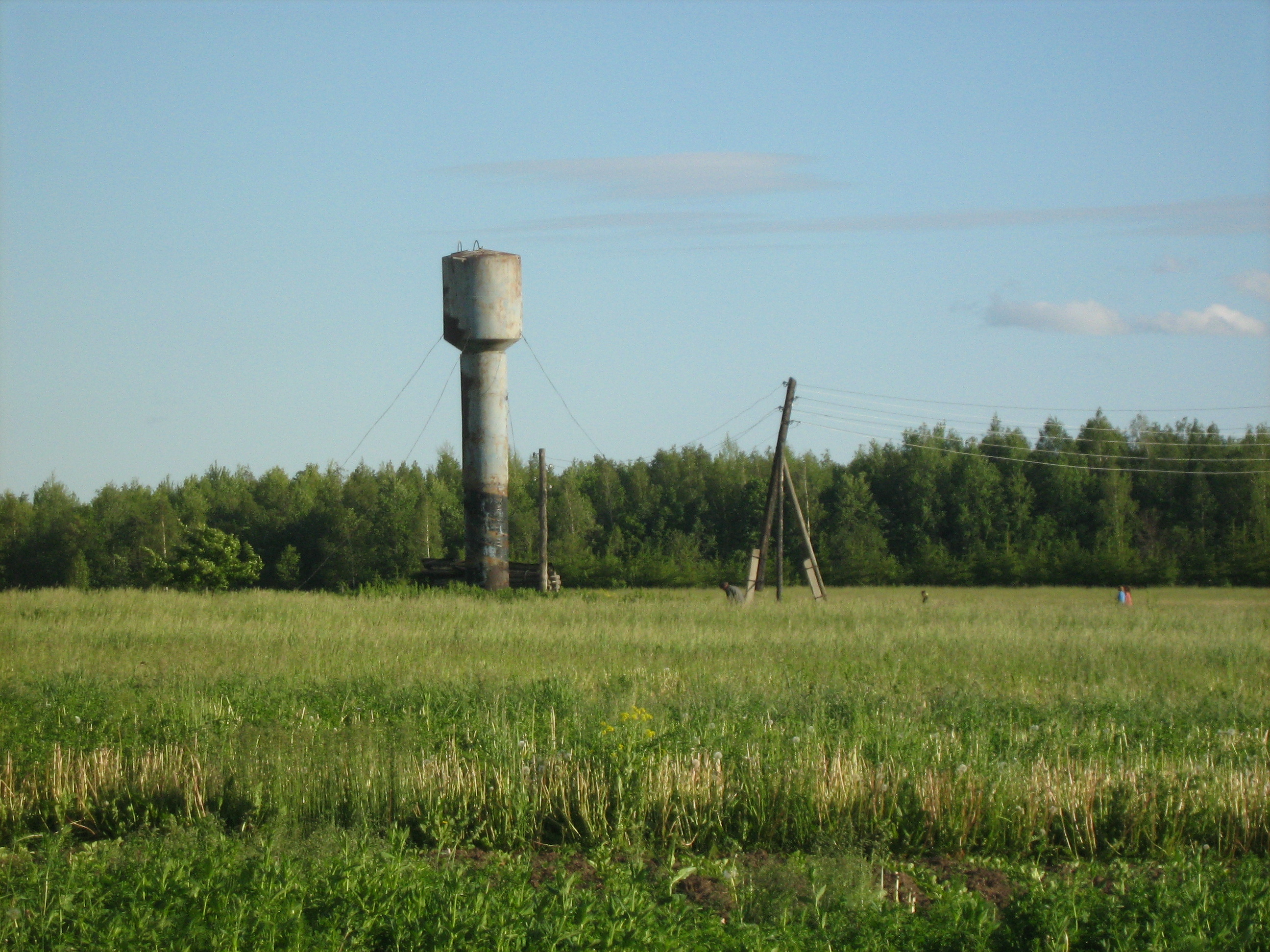
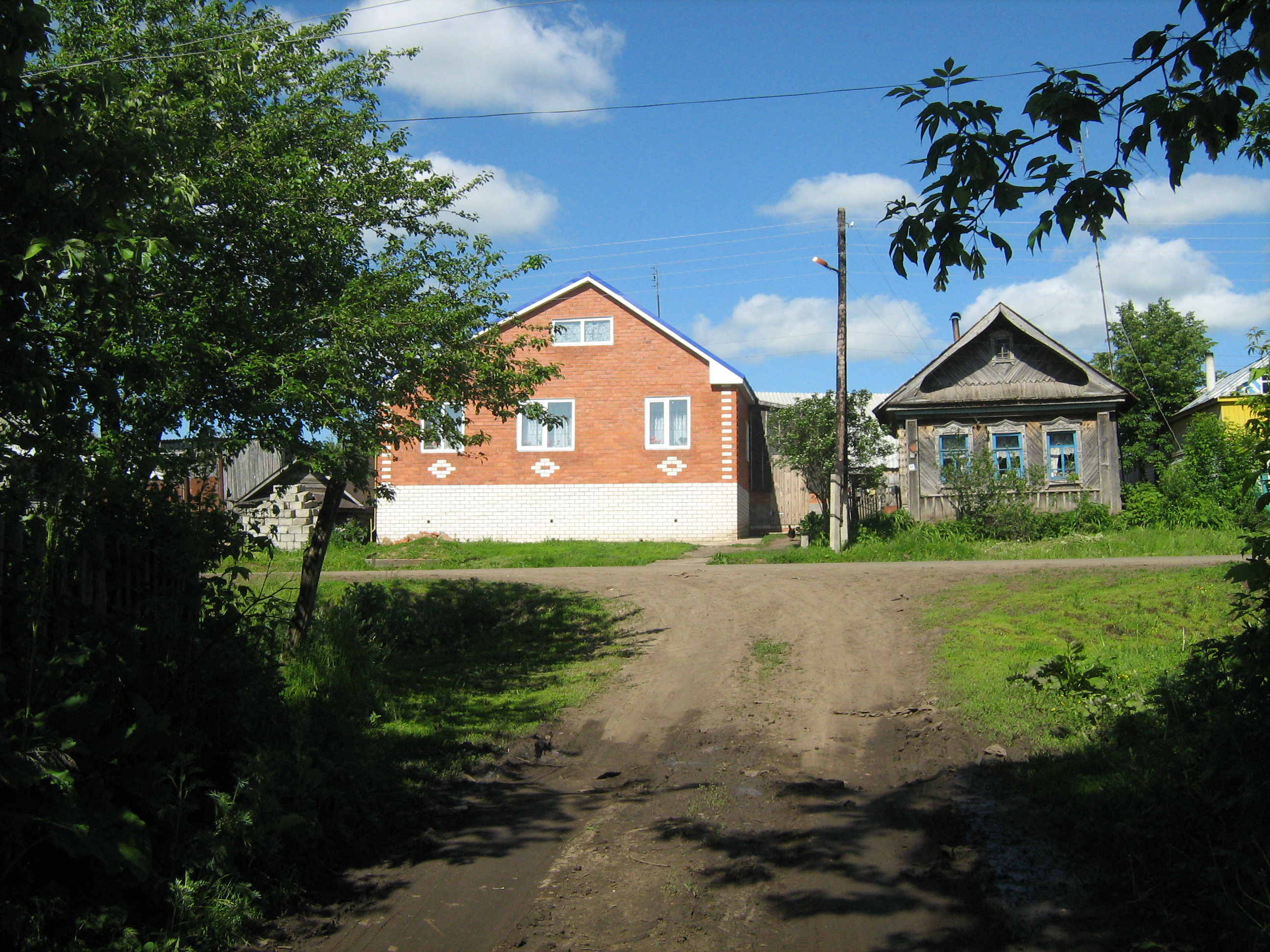
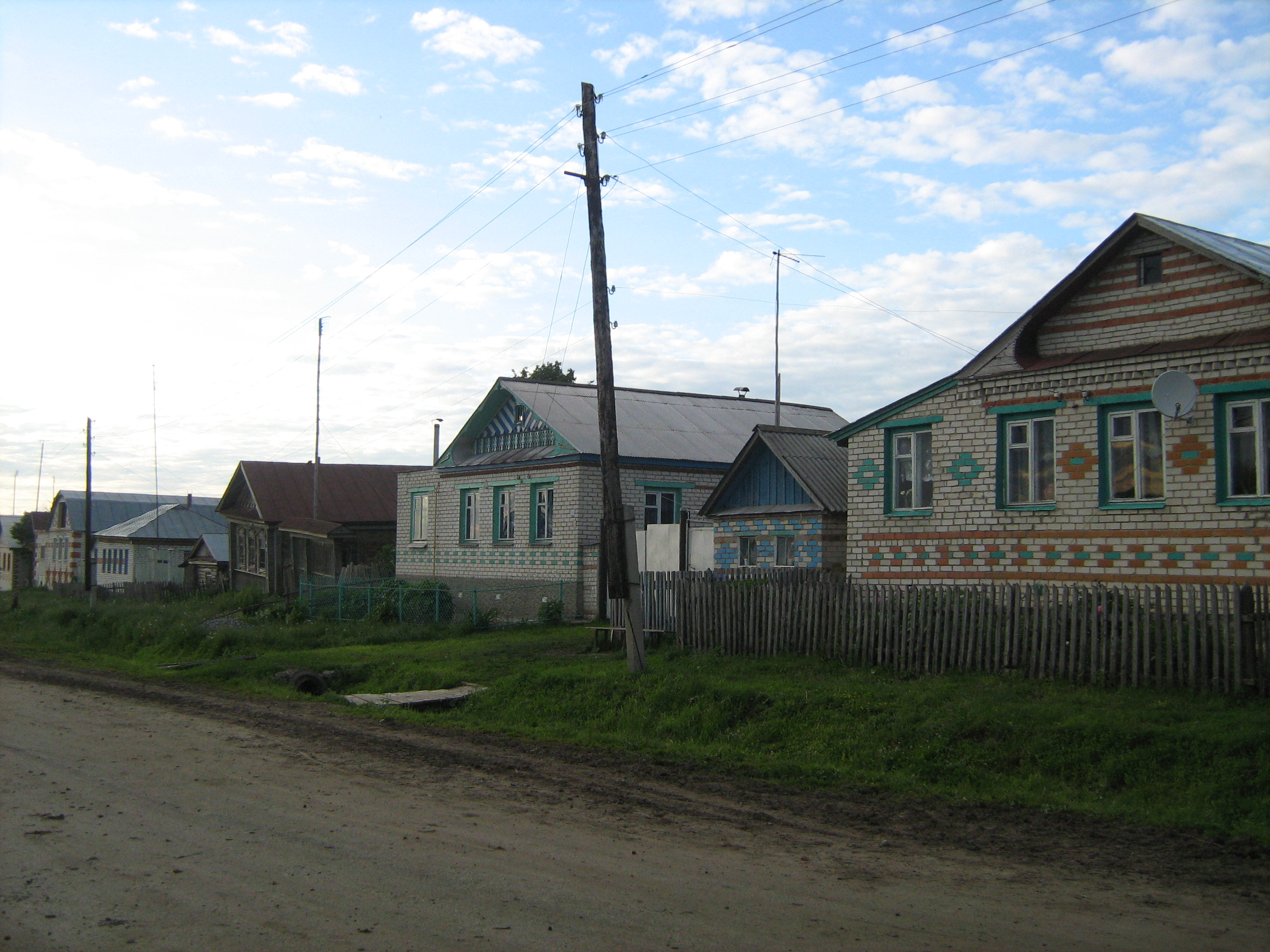
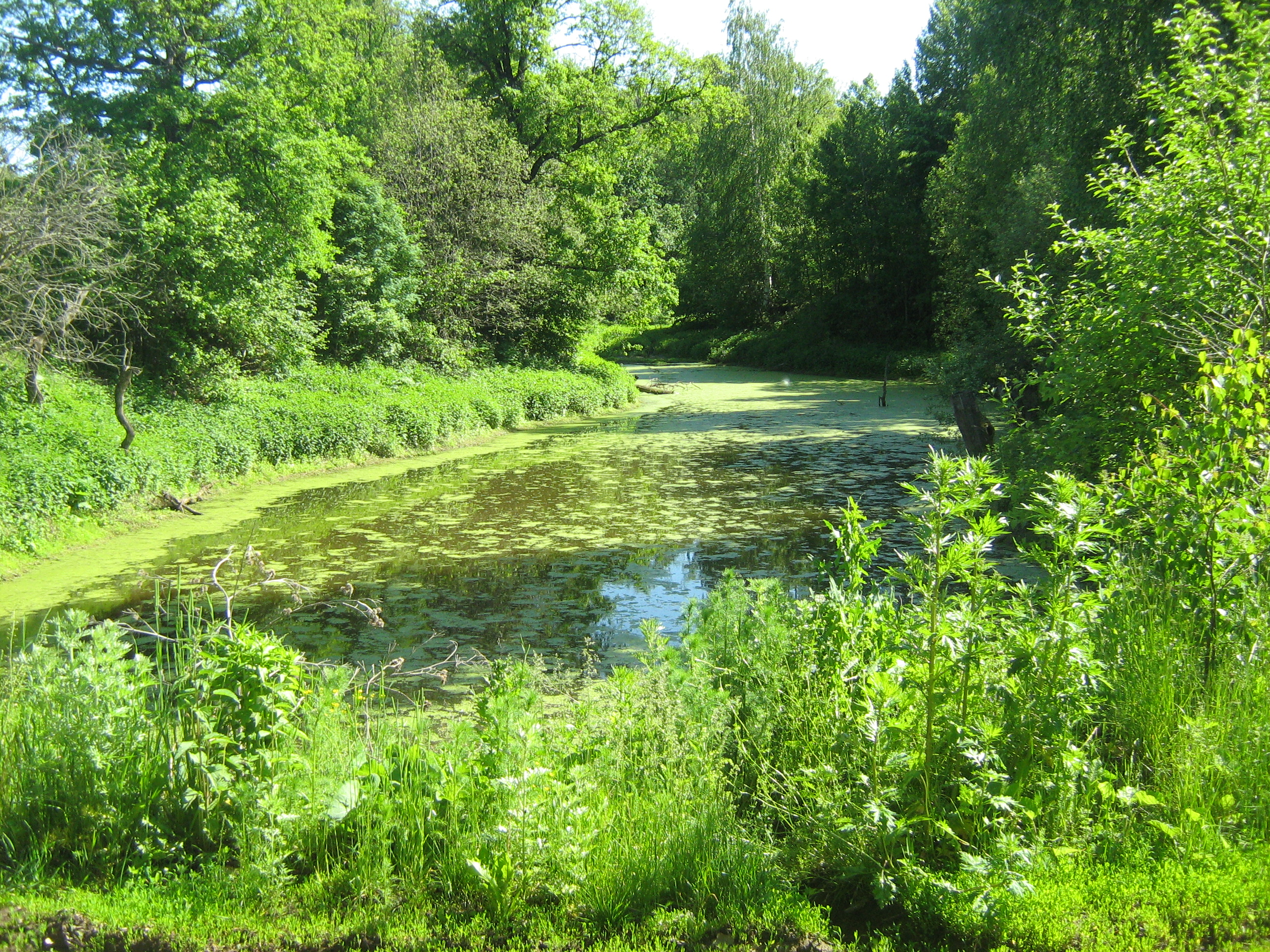